# Stewart Haas Racing
Stewart Haas Racing is een Amerikaans raceteam dat actief is in de NASCAR Cup Series en NASCAR Xfinity Series. Het team werd in 2009 gevormd uit het voormalige team Haas CNC Racing dat in 2002 van start ging. Eigenaars van het team zijn zakenman Gene Haas en drievoudig Sprint Cup-kampioen Tony Stewart.

## Geschiedenis
Het team startte in 2009 met de Chevrolet Impala in de Sprint Cup. Teameigenaar en dan tweevoudig kampioen Tony Stewart won dat jaar de Pocono 500, de Coke Zero 400, de Heluva Good! Sour Cream Dips at The Glen en de Price Chopper 400. Hij finishte het kampioenschap op de zesde plaats. Ryan Newman was tweede rijder en werd negende in het kampioenschap. In 2010 won Stewart de Emory Healthcare 500 en de Pepsi Max 400 en werd hij zevende in de eindstand. Newman won voor de eerste keer voor het team met de Subway Fresh Fit 500, dan zijn veertiende overwinning uit zijn carrière. Hij won opnieuw een race in 2011, dit keer de Lenox Industrial Tools 301.
Stewart had in 2011 geen enkele race kunnen winnen tijdens de eerste 26 races van het seizoen, maar won vijf van de tien races van de Chase for the Championship. Hij won de Geico 400, de Sylvania 300, de TUMS Fast Relief 500, de AAA Texas 500 en ten slotte de seizoenafsluiter Ford 400. Hij won het kampioenschap met gelijke punten als vicekampioen Carl Edwards. Het was zijn derde titel en eerste titel als teameigenaar-coureur.
In 2012 krijgen Stewart en Newman Danica Patrick als teamgenoot, die met het team een beperkt programma zal rijden in de Sprint Cup naast een volledig kampioenschap in de Nationwide Series voor JR Motorsports.

## Galerij

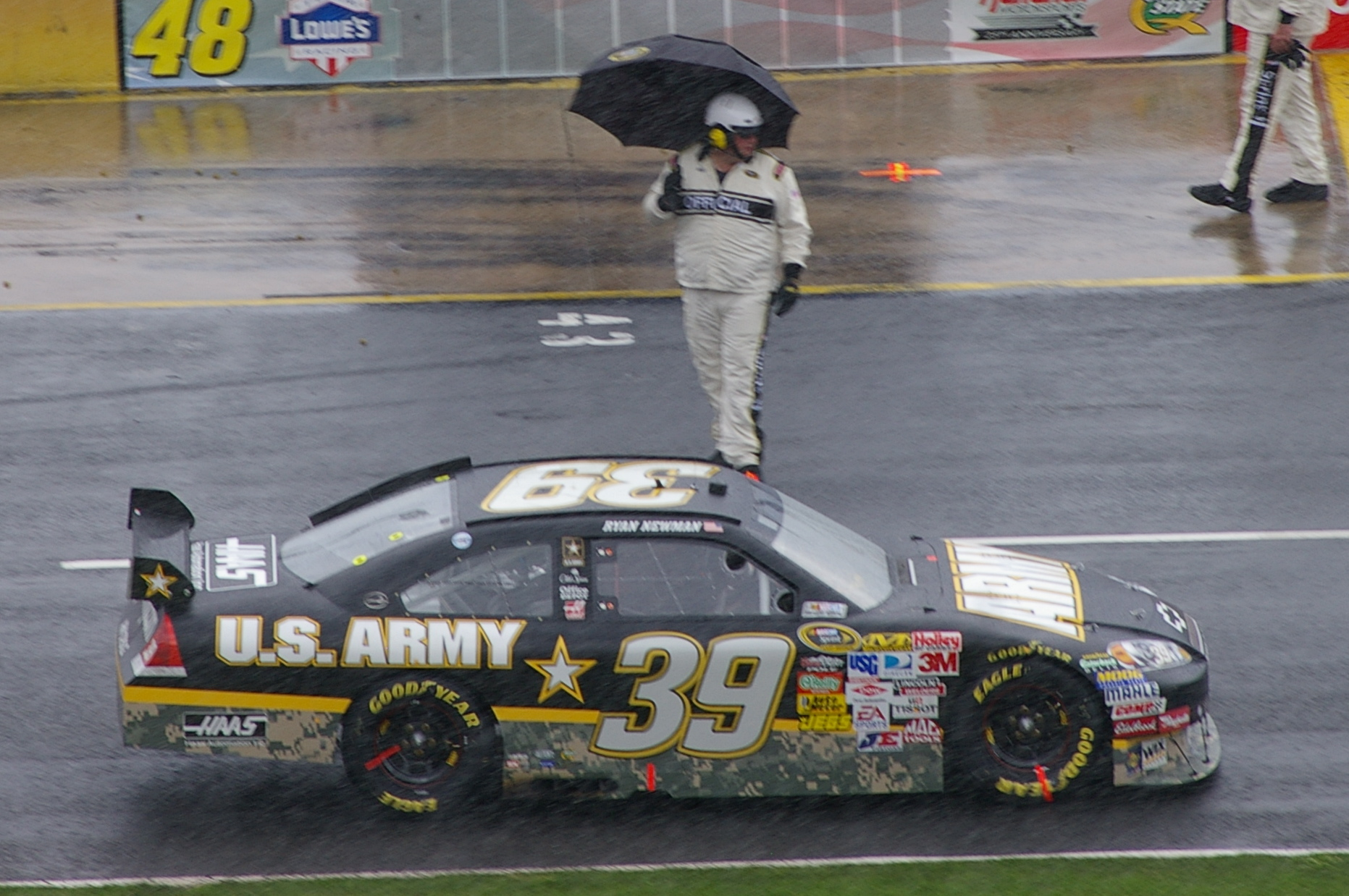
Ryan Newman in 2009
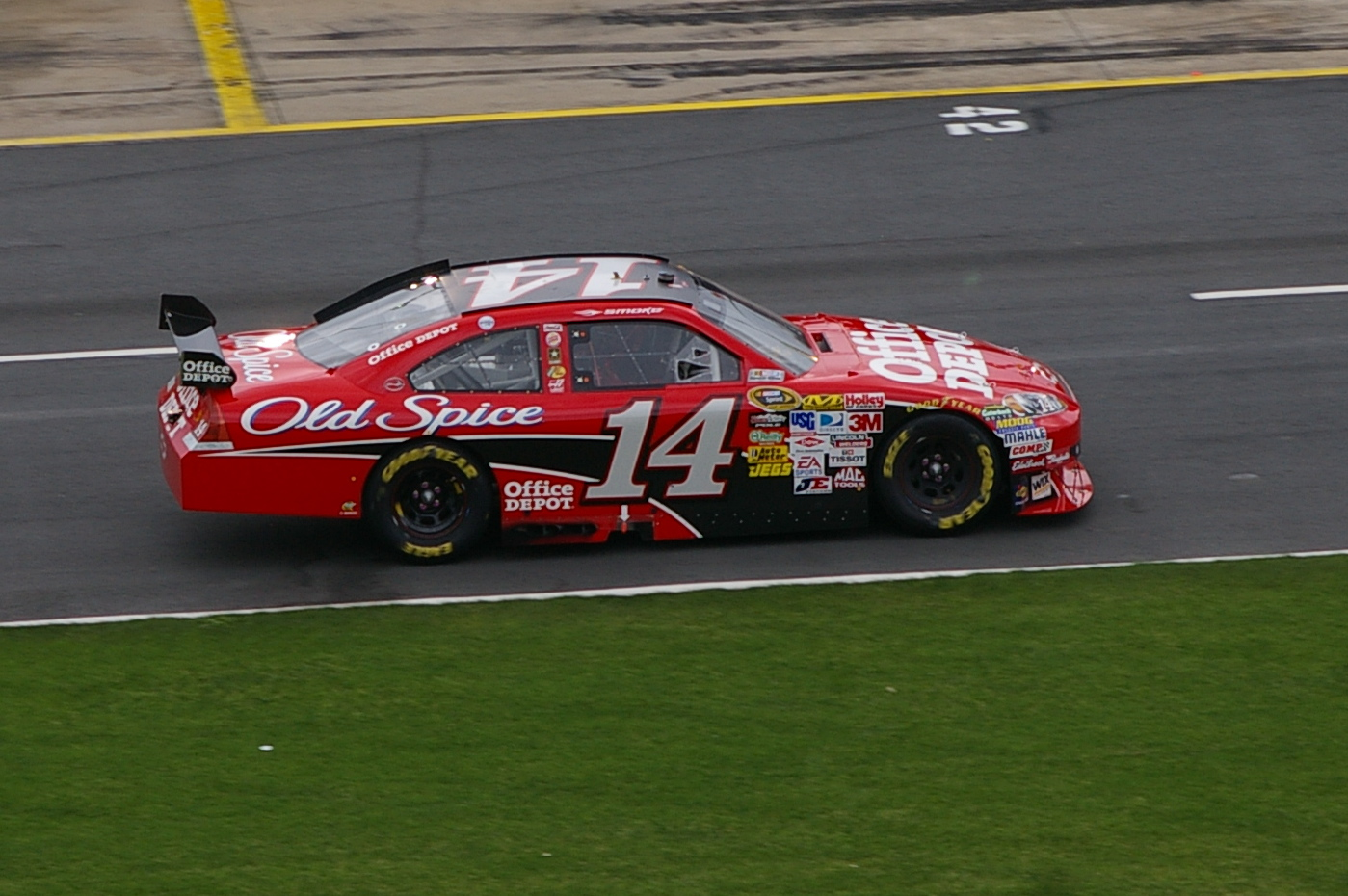
Tony Stewart in 2009
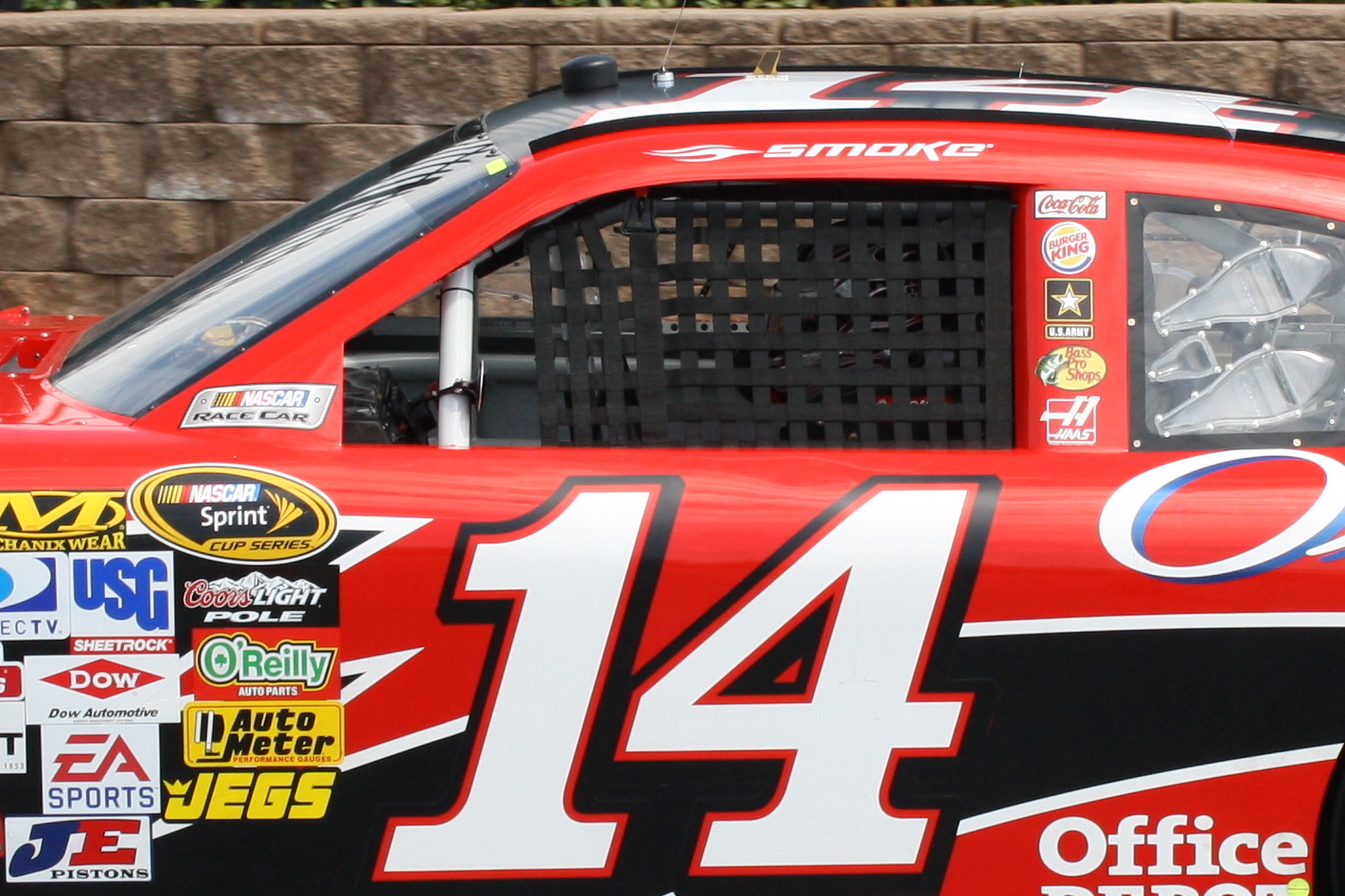
Tony Stewart in 2009